# Light The Torch
Light The Torch (do 2017 działający pod nazwą Devil You Know) – amerykański zespół muzyczny wykonujący metalcore. Powstał w 2012 roku z inicjatywy wokalisty Howarda Jonesa, znanego z występów w zespole Killswitch Engage, gitarzysty Francesco Artusato – członka formacji All Shall Perish oraz perkusisty Johna Sankeya. Rok później skład uzupełnił gitarzysta Roy Lev-Ari oraz basista Ryan Wombacher.
Debiutancki album formacji zatytułowany The Beauty of Destruction ukazał się 25 kwietnia 2014 roku nakładem wytwórni muzycznej Nuclear Blast. Album dotarł do 45. miejsca listy Billboard 200 w Stanach Zjednoczonych sprzedając się w nakładzie 6 tys. egzemplarzy w przeciągu tygodnia od dnia premiery. Nagrania były promowane teledyskami do utworów „Seven Years Alone” i „It's Over”.

## Dyskografia
| The Beauty of Destruction   | - Data: 25 kwietnia 2014 - Wydawca: Nuclear Blast | 45  | 12 | 16 | - USA: 6 tys.+ |
| They Bleed Red              | - Data: 6 listopada 2015 - Wydawca: Nuclear Blast | 128 | 10 | 11 | - USA: 4 tys.+ |
| "—" album nie był notowany. |                                                   |     |    |    |                |

## Teledyski
| Tytuł               | Rok  | Reżyseria        | Album                     | Źródło |
| ------------------- | ---- | ---------------- | ------------------------- | ------ |
| „Seven Years Alone” | 2014 | —                | The Beauty of Destruction | [ 6 ]  |
| „It's Over”         | 2014 | Ramon Boutviseth | The Beauty of Destruction | [ 5 ]  |
| „The Way We Die”    | 2015 | Corey Soria      | They Bleed Red            | [ 9 ]  |

## Nagrody i wyróżnienia
| Rok  | Kategoria     | Tytułem        | Nagroda                         | Nota | Źródło |
| ---- | ------------- | -------------- | ------------------------------- | ---- | ------ |
| 2014 | Best New Band | Devil You Know | Metal Hammer Golden Gods Awards | Laur | [ 10 ] |